# いのくちゆか
いのくち ゆか（1978年6月5日 - ）は、日本の女性声優。賢プロダクション所属。福岡県久留米市出身。旧芸名は猪口 有佳（読みは同じ）。賢プロダクション所属の声優による絵本の読み聞かせをする「けんけんぱーく」のメンバーである。

## 経歴
小学4年生の時に声優を目指した。
賢プロ養成所（スクールデュオ）に入所する前には、代々木アニメーション学院と日本ナレーション演技研究所の養成所生の傍ら、1999年から2000年にかけては、「KiraKira☆メロディ学園」の1期生として活動していた（その他のメンバーに門脇舞以など）。また2002年にはコズミックレイによるユニット「Cherry's」（その他のメンバーに、落合祐里香・吉田真弓など）として活動。河原木志穂、池田ひかるとの声優ユニット「カチューシャ2nd」のメンバーの1人でもある。
2007年10月15日付で、芸名を「猪口有佳」から、以前より個人活動で使用していた「いのくちゆか」に統一することを公式ブログで発表した。
2008年12月31日、自身のブログにおいて、2009年年明け直後に入籍したうえで春に出産することを公表し、翌2009年1月1日、同ブログにて、同日をもって入籍したことを報告した。次いで、2009年3月31日無事出産したことを発表。その後、2017年12月30日の自身のツイッターで離婚していたことを報告した。

## 人物
声種はソプラノ。
趣味・特技は九州弁（福岡弁）で喋ることと、ピアノを弾くこと。
「まじかるぷちぴーち」という公式Webサイトを持っていたが、閉鎖した。のちに日記のみを生天目仁美のWebサイト内で「ゆか」という項目で間借り状態にて継続していた（「ゆかたんのおへや」）が、2006年9月14日には、アニメイトTVのWebサイト内の「ゆかたんしぉ♥」へ引っ越した。
『藍より青し』に声をあてた際、博多弁を喋る米国人女子大生・ティナ役を担当した事務所の先輩のゆきのさつきへの方言指導も行なっていた。

## 出演
太字はメインキャラクター。

### テレビアニメ
1999年
- トラブルチョコレート

2001年
- それいけ!アンパンマン（2001年 - 2005年、星の鳥・クー〈初代〉、ポー〈初代〉）

2002年
- 藍より青し（2002年 - 2003年、ウズメ） - 2シリーズ
- 朝霧の巫女（女子C）
- 十二国記（受付嬢）
- ぷちぷり*ユーシィ（女の子A）

2003年
- R.O.D -THE TV-（空港職員）
- ガンパレード・マーチ 〜新たなる行軍歌〜（ミホ、中村の彼女〈美恵子〉）
- GetBackers-奪還屋-（女子高生）
- まぶらほ（神城凜）

2004年
- うた∽かた（中村智子）
- GIRLSブラボー シリーズ（2004年 - 2005年、ヒナタ） - 2シリーズ
- 下級生2〜瞳の中の少女たち〜（白井夕璃）
- せんせいのお時間（女子生徒A）
- 月は東に日は西に 〜Operation Sanctuary〜（野乃原結）

2005年
- あたしンち（0歳の頃のユズヒコ 他）
- かりん（真紅杏樹）
- Canvas2 〜虹色のスケッチ〜（鷺ノ宮紗綾）
- CLUSTER EDGE（子供たち）
- 極上生徒会（絢爛書記）
- ぺとぺとさん（沙原ちょちょ丸）
- 魔法先生ネギま!（2005年 - 2006年、ザジ・レイニーデイ） - 2シリーズ ※『ネギま!?』第15話のサブタイトル題字（2枚目）と提供イラスト（ED後）も担当。
- まほらば〜Heartful days（空木桜）

2006年
- こてんこてんこ
- ゼロの使い魔（2006年 - 2012年、タバサ） - 4シリーズ
- 武装錬金（若宮千里）
- 祝!（ハピ☆ラキ）ビックリマン（ニャンニャンガールズ）
- まじめにふまじめ かいけつゾロリ（女の子C）
- 護くんに女神の祝福を!（長谷杏奈）

2007年
- 風のスティグマ（篠宮由香里）
- クレヨンしんちゃん（2007年 - 2016年、女児A、母親A、受付嬢、なでしこちゃん、TVの看護師 他）
- 地獄少女 二籠（藤巻真里）
- BLUE DROP 〜天使達の戯曲〜（ノヴァール・オペ2、生徒2）
- 名探偵コナン（2007年 - 2016年、店員、広瀬純子）
- レンタルマギカ（幽霊少女）

2008年
- 恋姫†無双（2008年 - 2010年、董卓） - 2シリーズ
- 夜桜四重奏 〜ヨザクラカルテット〜（2008年 - 2013年、館林火奈） - 2シリーズ

2010年
- スティッチ! 〜ずっと最高のトモダチ〜（女の子）
- 忍たま乱太郎（2010年 - 2012年、赤ちゃん、水蒸鬼）
- ヨスガノソラ（依媛奈緒）

2011年
- ドラゴンクライシス!（アイ）

2012年
- 恋と選挙とチョコレート（猿江愛）
- リトル・チャロ〜東北編〜（キミコ）

2013年
- 波打際のむろみさん（宝満さん）

2014年
- プリパラ（蘭たん）

2016年
- コンクリート・レボルティオ〜超人幻想〜THE LAST SONG（カタギリ）
- ドラえもん（テレビ朝日版第2期）（モモ、かわいいネコ）

2017年
- Dies irae（2017年 - 2018年、ルサルカ・シュヴェーゲリン） - 2シリーズ
- UQ HOLDER! 〜魔法先生ネギま!2〜（サジ・レイニーデイ）

### 劇場アニメ
- クレヨンしんちゃん 超時空!嵐を呼ぶオラの花嫁（2010年、子供B）
- 劇場版 魔法先生ネギま! ANIME FINAL（2011年、ザジ・レイニーデイ）
- やなせたかしシアター ハルのふえ（2012年、あかちゃんパル）
- 映画プリパラ み〜んなのあこがれ♪レッツゴー☆プリパリ（2016年、蘭たん[22]）

### OVA
- ネギま!?春・夏（2006年、Zazie Rainyday）
- 魔法先生ネギま! 〜白き翼 ALA ALBA〜（2008年、Zazie Rainyday）
- 恋姫†無双（2009年、董卓）
- 魔法先生ネギま! 〜もうひとつの世界〜（2009年、Zazie Rainyday）
- 真・恋姫†無双（2011年、董卓）
- 波打際のむろみさん（2013年、宝満さん）※コミックス第9巻DVD付特装版
- ネコぱらOVA（2017年 - 2018年、バニラ）

### Webアニメ
- いくぜっ! 源さん（2008年、田村あゆみ）
- クレヨンしんちゃん外伝 おもちゃウォーズ（2016年、催眠ボイス、バニー）

### ゲーム
2002年
- アイドル雀士R 雀ぐる★プロジェクト（呉彗琳（ビビアン＝ウー）、ビビ）
- アンリミテッド:サガ（ジュディ、ミシェル）
- Erde 〜ネズの樹の下で〜（エナ）
- げっちゅ屋★げっちゅ!（ゆき）
- ときめきにゃの★げっちゅ!（ゆき）
- ミアの大冒険（ミア）

2003年
- クイズケータイQモード 〜MailもChatも恋しTel（青木春香）
- THE 美少女シミュレーションRPG MoonLightTale（ケイ）

2004年
- ギャラクシーエンジェル Eternal Lovers（ルシャーティ）
- STEADY×STUDY（佐倉萌）
- 月は東に日は西に 〜Operation Sanctuary〜（野乃原結）

2005年
- この晴れた空の下で（浅葱夕）
- 魔法先生ネギま! 1時間目 お子ちゃま先生は魔法使い!（ザジ・レイニーデイ）
- 魔法先生ネギま! 2時間目 戦う乙女たち! 麻帆良大運動会SP!（ザジ・レイニーデイ）
- ランブルローズ（アイグル / グレート・カーン）

2006年
- Canvas2 〜虹色のスケッチ〜（鷺ノ宮紗綾）
- クレヨンしんちゃん 最強家族カスカベキング うぃ〜（サキ）
- つよきす 〜Mighty Heart〜（近衛素奈緒）
- ネギま!? 3時間目 恋と魔法と世界樹伝説（ザジ・レイニーデイ）
- 魔法先生ネギま! 課外授業 乙女のドキドキ ビーチサイド（ザジ・レイニーデイ）

2007年
- クレヨンしんちゃんDS 嵐を呼ぶ ぬってクレヨ〜ン大作戦!
- ゼロの使い魔 小悪魔と春風の協奏曲（タバサ）
- ゼロの使い魔 夢魔が紡ぐ夜風の幻想曲（タバサ）
- ネギま!? どりーむたくてぃっく 夢見る乙女はプリンセス♥（ザジ・レイニーデイ）
- 武装錬金 〜ようこそ パピヨンパークへ（若宮千里）

2008年
- クレプシドラ〜光と影の十字架〜（イヴ / 主人公）
- 恋姫†夢想 〜ドキッ☆乙女だらけの三国志演義〜（董卓）
- ゼロの使い魔 迷子の終止符と幾千の交響曲（タバサ）
- 桃色大戦ぱいろん（みまさかいづみ）

2009年
- タイムリープ（葉山悠）

2010年
- ティンクル☆くるせいだーすGoGo!（サリーちゃん）
- プリンセスラバー!〜Eternal Love For My Lady〜（藤倉優）

2011年
- 君と一緒に（月城みみ）

2012年
- あまつみそらに! 雲のはたてに（帷千紗）
- ジェネレーション オブ カオス6（サーシャ）
- 水平線まで何マイル? -ORIGINAL FLIGHT-（古賀沙夜子）
- Dies irae 〜Amantes amentes〜（ルサルカ・シュヴェーゲリン）
- 舞華蒼魔鏡（パチュリー・ノーレッジ）

2013年
- 神咒神威神楽 曙之光（奴奈比売）

2014年
- グランブルーファンタジー（2014年 - 2023年、アンナ、ツクヨミ）
- ハーレム天国だと思ったらヤンデレ地獄だった。（宮主佐優理）

2015年
- 神撃のバハムート（2015年 - 2016年、アンナ、タバサ）

2016年
- ウチの姫さまがいちばんカワイイ（呟鳥姫 ツィーティー）
- シルヴァリオ ヴェンデッタ -Verse of Orpheus-（ヴェンデッタ）
- Strawberry Nauts -ストロベリーノーツ-（八束愛姫）
- Shadowverse（ツクヨミ、ブラックウィッチ・アンナ、マジックディーラー・エルネスタ）
- Dies irae 〜Interview with Kaziklu Bey〜（ルサルカ・シュヴェーゲリン）
- 果つることなき未来ヨリ（ファル・レフ・グレゴリア）
- ブレス オブ ファイア6 白竜の守護者たち（タバサ）

2017年
- ファイアーエムブレム Echoes もうひとりの英雄王（シルク）

2018年
- ネギマテ UQ HOLDER! 〜魔法先生ネギま!2〜（ザジ・レイニーデイ）

2019年
- ファイアーエムブレム ヒーローズ（2019年 - 2020年、シルク）

### ドラマCD
- 歌姫（マリア）
- 下級生2〜季花詩集（Anthology）〜テーマソング&ドラマCD（白井夕璃）
- 開運☆野望神社 on CD シリーズ
- カオシックルーン（小田チフユ、ハナコ、ゲビル9）
- グローランサーII ドラマアルバム 〜Condition of Knight
- グローランサーII ドラマアルバム 〜Pride of Knight
- グローランサーIII ドラマアルバム 〜The Missing Memory
- 最終神話戦争イデアオペラ オリジナルドラマCD 第2章 彷徨う冥界の扉（ピグミ）
- つよきす ドラマCD（近衛素奈緒）
- ドラマCD ドラゴンクライシス!（アイ〈オッドアイ〉）
- はにはにラジオ 1 - 6
- ファイアーエムブレム Echoes もうひとりの英雄王 ドラマCD 異国の空 黎明の森（シルク）
- Fate 二次創作ドラマCD らじお育児戦争（遠坂凛）
- 武装錬金 ドラマCD（若宮千里）
- ポーの一族（メリーベル）
- まぶらほ リジナルサウンドトラックVol.2（神城凛）
- ドラマCD from TV animation 月は東に日は西に 第1 - 3巻（野乃原結）
- 富士見ドラマCDコレクション 風の聖痕（篠宮由香里）
  - 風の聖痕 月刊ドラゴンエイジ2007年9月号付録②ドラマCD版（篠宮由香里）

### 吹き替え

#### 映画
- アップルダンプリングギャング
- アルティメットバトル 忍者VS少林寺（四福）
- プリティ・ヘレン（サラ）

#### ドラマ
- ER緊急救命室
  - シーズンIX #16（ジュリア〈ケイティ・モロー〉）
  - シーズンXI #7（ケイトリン〈アリー・デイヴィス〉）
- コールドケース4（リナ） #22
- ザ・ホワイトハウス
- デスパレートな妻たち
- マウンテン・ウォーズ/ホライズン高校物語
- 私はケイトリン（ダイアナ）

### 実写
- 魔法先生ネギま! 麻帆良学園中等部2-A：一学期特典DVD 麻帆良学園中等部2-A：入学式
- 魔法先生ネギま! 麻帆良学園中等部2-A：ホームルーム
- 魔法先生ネギま! 大麻帆良祭

### ラジオ
※はインターネット配信。
- いのくちゆかのHolly Kingdom Night
- いのくちゆかのヘルシーメルシー☆
- 仁美と有佳のどらごんデンタルクリニック（2004年 - 2006年、文化放送）
- オーガスト放送局 はにはにラジオ（2004年 - 2006年、音泉※）
- らじお育児戦争（遠坂凛） - 同人Webラジオ
- お・り・が・み ステーション〜悪の組織ラジオ（2006年）
- しずかとゆかのもちつもたれつ（2006年 - 2010年、声優アニメイト＋hm3※）
- 歌ラジ（2008年、クロフネZERO公式サイト※）

### テレビ番組
※はインターネット配信。
- 炎のツンデレ女子高生 綾乃の放課後ケーキバイキング!（2007年、web NewType※）

### 舞台
- なば缶二本目「フェアリーティルアレゴリー」（2013年3月5日 - 3月10日、中目黒キンケロシアター）

### パチンコ
- CR魔法先生ネギま!（2017年、ザジ・レイニーデイ[38]）

### その他コンテンツ
- しましまとらのしまじろう

## ディスコグラフィ

### ミニアルバム
| 枚  | 発売日        | タイトル | 規格品番 | 最高位 |
| --- | ------------- | -------- | -------- | ------ |
| 1st | 2006年4月26日 | Romancia | OKCA-001 |        |

### キャラクターソング
- 下級生2〜瞳の中の少女たち〜 ソング・コレクション（2004年11月26日）
- 下級生2〜季花詞集(Anthology)〜 テーマソング&ドラマCD（2006年2月24日）
- 風のスティグマ Song Collection CD（2007年8月18日）
- The Scene of DRAGON CRISIS!（2011年3月23日）
- まぶらほ オリジナルサウンドトラックVol.2
- まぶらほ キャラクターシングルシリーズVol.3 神城凜
- まぶらほ The Greatest Hits!
- 魔法先生ネギま! シリーズ
  - 魔法先生ネギま! 麻帆良学園中等部2-A出席番号のうた
  - 3月：文化部4人組
  - 出席番号のうた
  - ハッピー☆マテリアル（6月度：The Early Summer version）
  - 輝く君へ
  - ハッピー☆マテリアルリターン
  - うたのCD②「Joker!?」
  - 1000%BOX「1000%SPARKING！/A-LY-YA！」
  - ベストアルバム「Hello Again」
- いつか （ユニット「Holly Kingdom」のアルバム、ボーカルで参加、AKCJ-80041）